# Raoul Nordling
Raoul Nils André Nordling (11. listopadu 1882 v Paříži – 1. října 1962 v Neuilly-sur-Seine) byl švédský diplomat a obchodník.

## Životopis
Navštěvoval pařížskou střední školu Lycée Janson-de-Sailly a vstoupil do otcovy společnosti. Převzal po něm i úřad generálního konzula.
Během druhé světové války se stal známým pro svou roli zprostředkovatele mezi francouzským odbojem a německým guvernérem Paříže generálem Dietrichem von Choltitz v roce 1944; Nordling byl tehdy švédským generálním konzulem v Paříži. Výsledkem jednání bylo, že zničení Paříže nařízené Adolfem Hitlerem bylo zabráněno. Za své služby byl v roce 1949 vyznamenán Válečným křížem a v roce 1958 Velkokřížem Řádu čestné legie.
Vyjednávání ohledně (ne)zničení Paříže se stala námětem filmu Diplomacie z roku 2014, kde Nordlinga ztvárnil André Dussollier. V roce 1966 ve filmu Hoří v Paříži? hrál švédského diplomata Orson Welles.